# Lepilemur milanoii
Lepilemur milanoii is een zoogdier uit de familie van de wezelmaki's (Lepilemuridae). De wetenschappelijke naam van de soort werd voor het eerst geldig gepubliceerd door Louis et al. in 2006. De soortaanduiding komt van een Malagassisch woord voor "zwemmen" dat wordt gebruikt voor de inwoners van het Daraina-gebied, die in de rivier zwemmen, op zoek naar goud.

## Kenmerken
L. milanoii is een kleine, kleurige wezelmaki. Het gewicht bedraagt 0,72 kg. De bovenkant is roodbruin, de onderkant lichtgrijs. Het gezicht is grijsbruin. Over het hoofd en een deel van de rug loopt een vage donkerbruine streep. De staart is roodbruin. De vacht is lang en dik.

## Verspreiding
De soort komt voor in het Daraina-gebied (ten zuiden van de rivier Loky) op Madagaskar. In het Andrafiamena-bos komt de soort samen met zijn nauwe verwant L. ankaranensis voor. Ook L. tymerlachsoni is nauw verwant.
Lepilemur aeeclis · Lepilemur ahmansoni · Lepilemur ankaranensis · Lepilemur betsileo · Grijsrugwezelmaki (Lepilemur dorsalis) · Milne-Edwards wezelmaki (Lepilemur edwardsi) · Lepilemur fleuretae · Lepilemur grewcocki · Lepilemur hollandorum · Lepilemur hubbardi · Lepilemur jamesi · Witvoetwezelmaki (Lepilemur leucopus) · Kleintandwezelmaki (Lepilemur microdon) · Lepilemur milanoii · Grote wezelmaki (Lepilemur mustelinus) · Lepilemur otto · Lepilemur petteri · Lepilemur randrianasoloi · Roodstaartwezelmaki (Lepilemur ruficaudatus) · Lepilemur sahamalaza · Lepilemur scottorum · Lepilemur seali · Noordelijke wezelmaki (Lepilemur septentrionalis) · Lepilemur tymerlachsoni · Lepilemur wrighti